# Diecezja Bangued
Diecezja Bangued (łac. Diœcesis Banguedensis) – diecezja rzymskokatolicka na Filipinach. Powstała w 1955 jako prałatura terytorialna. Diecezja od 1982.

## Główne świątynie
- Katedra: Katedra św. Jakuba Starszego w Bangued

## Lista biskupów
- Odilo Etspueler SVD (1956–1987)
- Cesar Raval SVD (1988–1992)
- Artemio Lomboy Rillera SVD (1993–2005)
- Leopoldo Jaucian SVD (od 2007)